# アヴェルサ
アヴェルサ（伊: Aversa）は、イタリア共和国カンパニア州カゼルタ県の都市であり、人口約49,000人の基礎自治体（コムーネ）。県都カゼルタに次ぎ、県内第2位のコムーネ人口を持つ。

## 地理

### 位置・広がり

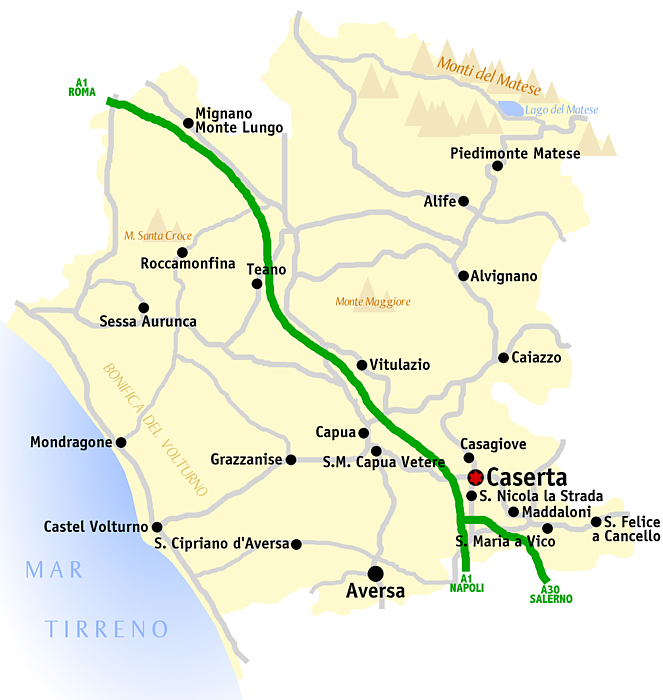
カゼルタ県概略図

カゼルタ県南部のコムーネ。

#### 隣接コムーネ
隣接するコムーネは以下の通り。括弧内のNAはナポリ県所属を示す。
- カリナーロ
- カザルーチェ
- チェーザ
- フリニャーノ
- ジュリアーノ・イン・カンパーニア (NA)
- グリチニャーノ・ディ・アヴェルサ
- ルシャーノ
- サン・マルチェッリーノ
- サンタンティモ (NA)
- テヴェローラ
- トレントラ＝ドゥチェンタ

### 気候分類・地震分類
アヴェルサにおけるイタリアの気候分類 (it) および度日は、zona C, 1119 GGである。
また、イタリアの地震リスク階級 (it) では、zona 2 (sismicità media) に分類される。

## 歴史
1030年、ノルマン軍人レイヌルフ (Rainulf Drengot) の支配下に入った。その後、ノルマンディーからオートヴィル家の勢力が進出し、南イタリアにおけるノルマン人の拠点となった（ノルマン人による南イタリア征服参照）。

## スポーツ
アヴェルサに本拠を置くプロサッカークラブとして、サン・フェリーチェ・アヴェルサ・ノルマンナがある。サン・フェリーチェ・アヴェルサ・ノルマンナは、2012-13シーズン現在レガ・プロ2（4部リーグ）に属する。

## 姉妹都市
- プラートラ・セッラ、イタリア - 2010年
- アリーフェ、イタリア - 2010年
- ビシェーリエ、イタリア
- マリーノ、イタリア